# Regency Enterprises
Regency Enterprises ist eine 1989 in Los Angeles von Arnon Milchan gegründete US-amerikanische Produktions- und Verleihfirma für Spielfilme und Fernsehproduktionen, die aus seiner 1982 gegründeten Firma Embassy International Pictures hervorgegangen ist. Innerhalb des Konzerns fungiert die 1991 von Milchan gegründete New Regency Productions als Filmproduktionsunternehmen, während Fernsehproduktionen von Regency Television realisiert werden, einem 1999 gegründeten Joint-Venture zwischen Regency und den Fox Television Studios.

## Geschichte
Für den Vertrieb ihrer Produktionen arbeitet Regency jeweils mit festen Partnern zusammen, von 1991 bis 1998 war Warner Bros. für den Vertrieb der New-Regency-Produktionen zuständig. Im Laufe des Jahres 1998 wurde mit 20th Century Fox (TCF) ein neues Vertriebsabkommen mit einer Laufzeit von 15 Jahren abgeschlossen, das auf Anfang 1999 in Kraft trat und die Gründung von Regency Television ermöglichte. Das Vertriebsabkommen sichert TCF die weltweiten Vertriebsrechte, mit Ausnahme der Auslands-Fernsehrechte, die Regency individuell wahrnimmt, und der US-Bezahlfernsehrechte, für die ein festes Abkommen mit Home Box Office besteht. Eine Ausnahme bildet der deutschsprachige Raum, für welchen ein Vertriebs- und Finanzierungsabkommen mit Epsilon Motion Pictures besteht, einer ehemaligen Kirch-Tochter, die im November 2005 von Kinowelt gekauft wurde.
Bekannte Produktionen sind Sommersby (mit Jodie Foster und Richard Gere) oder auch Heat sowie die Fernsehserie Malcolm mittendrin. Bis 2007 besaß Regency die weltweiten Übertragungsrechte für Turniere der Vereinigung der professionellen Tennisspielerinnen WTA.

## Wissenswertes
Die Titelmusik des Regency Firmenlogovorspanns für Filme stammte aus der Feder von Filmkomponist Danny Elfman aus dem Film Sommersby und wurde ab ca. Mitte der 1990er Jahre in vielen Filmen verwendet. Bei neueren Produktionen wie 12 Years a Slave unter dem Firmennamen Regency Enterprises wird die Komposition noch heute eingesetzt.

## Filmografie (Auswahl)
- 1991: JFK – Tatort Dallas (JFK)
- 1992: Jagd auf einen Unsichtbaren (Memoirs of an Invisible Man)
- 1992: Mambo Kings (The Mambo Kings)
- 1992: Alarmstufe: Rot (Under Siege)
- 1993: Sommersby
- 1993: Falling Down – Ein ganz normaler Tag (Falling Down)
- 1993: Made in America
- 1993: Free Willy – Ruf der Freiheit (Free Willy)
- 1993: Zwischen Himmel und Hölle (Heaven & Earth)
- 1994: Der Klient (The Client)
- 1994: Natural Born Killers
- 1995: Copykill
- 1995: Heat
- 1996: Die Jury (A Time to Kill)
- 1996: Tin Cup
- 1997: L.A. Confidential
- 1997: Agent Null Null Nix (The Man Who Knew Too Little)
- 1998: Stadt der Engel (City of Angels)
- 1998: Verhandlungssache (The Negotiator)
- 1999: Verlockende Falle (Entrapment)
- 1999: Fight Club
- 2000: Big Mama’s Haus (Big Momma’s House)
- 2003: Daredevil
- 2003: Wrong Turn
- 2004: Mann unter Feuer (Man on Fire)
- 2004: Das Urteil – Jeder ist käuflich (Runaway Jury)
- 2005: Elektra
- 2005: Guess Who – Meine Tochter kriegst du nicht! (Guess Who)
- 2005: Mr. & Mrs. Smith
- 2006: Big Mama’s Haus 2 (Big Momma’s House 2)
- 2006: The Sentinel – Wem kannst du trauen? (The Sentinel)
- 2006: The Fountain
- 2007: Alvin und die Chipmunks – Der Kinofilm (Alvin and the Chipmunks)
- 2008: Jumper
- 2008: Meine Frau, die Spartaner und ich (Meet the Spartans)
- 2008: Mirrors
- 2009: Marley und ich (Marley & Me)
- 2009: Alvin und die Chipmunks 2 (Alvin and the Chipmunks: The Squeakquel)
- 2010: Der fantastische Mr. Fox (Fantastic Mr. Fox)
- 2010: Knight and Day
- 2011: Big Mama’s Haus – Die doppelte Portion (Big Mommas: Like Father, Like Son)
- 2011: In Time – Deine Zeit läuft ab (In Time)
- 2011: Alvin und die Chipmunks 3: Chipbruch (Alvin and the Chipmunks: Chipwrecked)
- 2011: Darkest Hour (The Darkest Hour)
- 2013: Broken City
- 2013: Prakti.com (The Internship)
- 2013: 12 Years a Slave
- 2013: Runner Runner
- 2014: Noah
- 2014: Gone Girl – Das perfekte Opfer (Gone Girl)
- 2015: True Story – Spiel um Macht (True Story)
- 2015: Aloha – Die Chance auf Glück (Aloha)
- 2015: The Big Short
- 2015: Alvin und die Chipmunks: Road Chip (Alvin and the Chipmunks: The Road Chip)
- 2015: The Revenant – Der Rückkehrer (The Revenant)